# Leandro Sosa (calciatore 1994)
Leandro Sosa Toranza (Punta del Este, 24 giugno 1994) è un calciatore uruguaiano, centrocampista dello Sporting Cristal.

## Carriera
Ha giocato nella massima serie dei campionati uruguaiano, cileno, venezuelano e honduregno.